# Marshaw Wyre
Der Marshaw Wyre ist ein Fluss im Forest of Bowland, Lancashire, England. Der Fluss entsteht am Brennand Great Hill aus mehreren kleinen Zuflüssen und fließt in westlicher Richtung. Bei Abbeystead bildet der Marshaw Wyre mit dem Tarnbrook Wyre den River Wyre.